# لیتل پرتغال (تورنتو)
لیتل پرتغال (انگلیسی: Little Portugal, Toronto) یک محله و منطقه قومی در تورنتو، انتاریو، کانادا است.